# Schoenotenes
Schoenotenes är ett släkte av fjärilar. Schoenotenes ingår i familjen vecklare.

## Dottertaxa tillSchoenotenes, i alfabetisk ordning[1]
- Schoenotenes affinis
- Schoenotenes agana
- Schoenotenes aphrodes
- Schoenotenes argentaura
- Schoenotenes aurispersa
- Schoenotenes capnosema
- Schoenotenes centroicta
- Schoenotenes chalcitis
- Schoenotenes coccyx
- Schoenotenes collarigera
- Schoenotenes croceosema
- Schoenotenes decta
- Schoenotenes elaphrodes
- Schoenotenes gliscens
- Schoenotenes iners
- Schoenotenes lichenochroma
- Schoenotenes luminosa
- Schoenotenes multilinea
- Schoenotenes nanodes
- Schoenotenes oenographa
- Schoenotenes oligosema
- Schoenotenes ovalis
- Schoenotenes pallida
- Schoenotenes peralba
- Schoenotenes petraea
- Schoenotenes plagiostibus
- Schoenotenes prophanes
- Schoenotenes pseudurga
- Schoenotenes sciocosma
- Schoenotenes spilonoma
- Schoenotenes sufflava
- Schoenotenes synchorda
- Schoenotenes trachygrapha
- Schoenotenes vana